# 赵新海
赵新海（1969年5月—），男，河北石家庄人，1990年8月参加工作，1989年4月加入中国共产党，研究生学历，工学硕士。
现任河北省人民政府副省长、党组成员。

## 生平
历任河北省财政厅办公室副主任、预算处副处长、预算编审中心主任、预算管理局常务副局长、预算处处长。
2019年4月，任河北省财政厅副厅长、党组成员。2021年7月，任河北省财政厅厅长、党组书记。2025年1月，任河北省人民政府副省长、党组成员，负责生态环境、商务、文化和旅游、外事、机关事务管理等方面工作。2025年3月，不再担任河北省财政厅厅长。
是中国共产党河北省第十届委员会委员，中国共产党第二十次全国代表大会代表。